# Dislipidemija
Dislipidemíja je nenormalnost v sestavi krvnih lipidov. Poleg hiperlipidemij (presnovne motnje z zvečanimi serumskimi koncentracijami holesterola in/ali trigliceridov) zajema še presnovne motnje, pri katerih je serumska koncentracija holesterola HDL znižana ali pa je sestava posameznih lipoproteinov spremenjena.

## Vrste
|              | Povišane vrednosti | Znižane vrednosti |
| ------------ | --- | --- |
| Lipidi       | - hiperlipidemija: lipidi - hiperholesterolemija: holesterol - hipergliceridemija: gliceridi - hipertrigliceridemija: trigliceridi | - hipolipidemija - hipoholesterolemija: holesterol                                                                                |
| Lipoproteini | - hiperlipoproteinemija: lipoproteini (običajno LDL, če ni drugače navedeno) - honemija: hilomikroni                               | - hipolipoproteinemija: lipoproteini - abetalipoproteinemija: lipoproteini beta - tangierska bolezen: lipoproteini visoke gostote |
| Oboji        | - kombinirana hiperlipidemija: oboji (LDL in trigliceridi)                                                                         | |